# Traités Torrijos-Carter
Pour les articles homonymes, voir Torrijos et Carter.

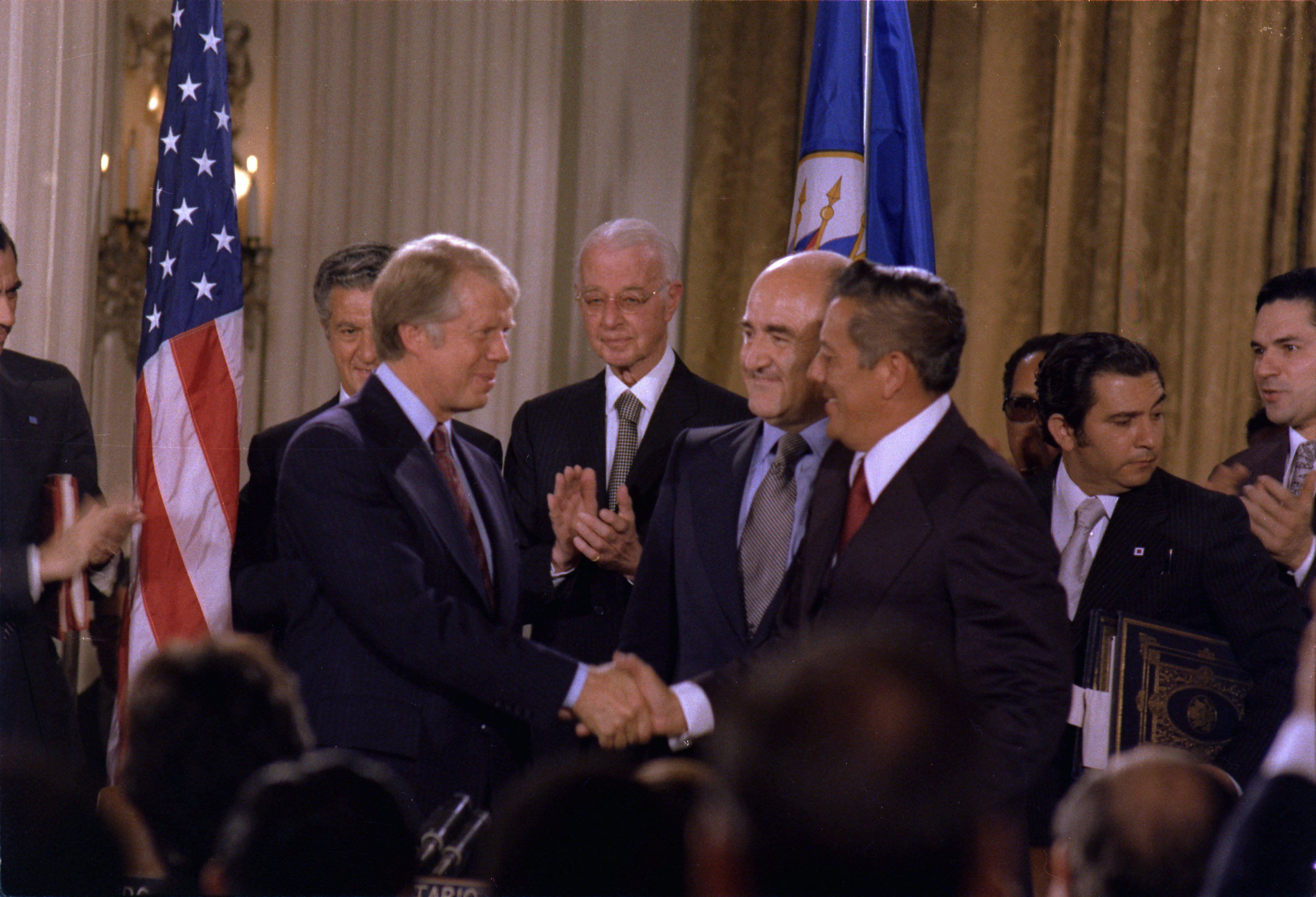
Jimmy Carter et Omar Torrijos se serrant la main après la signature des traités

Les traités Torrijos-Carter (ou traité Torrijos-Carter au singulier) sont deux accords signés au siège de l'Organisation des États américains (OEA), à Washington, le 7 septembre 1977, par les États-Unis et le Panama. Ils abrogent le traité Hay-Bunau-Varilla conclu en 1903, au sujet du contrôle de la zone américaine sur le canal de Panama après 1999. Ils portent le nom des deux signataires Jimmy Carter et le général Omar Torrijos, et prévoient le transfert de l'administration et du fonctionnement du canal aux autorités panaméennes le 31 décembre 1999. 
Approuvés au Panama le 23 octobre 1977 par référendum, et ratifiés par le Sénat des États-Unis en 1978, ils sont entrés en vigueur le 1er octobre 1979.